# Gertrud Grenander Nyberg
Gertrud Emma Maria Grenander Nyberg, född 26 juli 1912 i Umeå, död 24 oktober 2003 i Kungsholms församling i Stockholm, var en svensk etnolog.
Gertrud Grenander Nyberg var dotter till jägmästaren Tell Grenander (1877–1954) och Gunborg Maria Magdalena Markgren (1888–1949). Hon utbildade sig i arkeologi och konsthistoria vid Uppsala universitet under Sune Lindqvist respektive Gregor Paulsson och senare etnologi för Sigurd Erixon.
Hon tog en licensiatexamen 1950 med en avhandling om svensk textilindustri. Hon var en föregångare inom svensk folklivsforskning i industriella miljöer.
Gertrud Grenander Nyberg doktorerade 1974 på avhandlingen Lanthemmens vävstolar.
Hon var gift med Alf Nyberg. De är begravda på Råcksta begravningsplats.